# علي باشا الألباني
علي باشا (1741- 1822)، ألباني، تولى باشوية يانينه (1787- 1820). سمي «أسد يانينه» كان أصلاً من زعماء الطرق الألبانيين، وحكم حكماً فردياً مستقلاً تقريباً على معظم ألبانيا وابيروس، ولما أمر الباب العالي بخلعه لأطماعه 1820، ثار وقاوم الجيش العثماني، وكانت الدولة العثمانية في أشد الحاجة إليه لإخماد الثورة اليونانية، إلى أن اغتاله أحد العثمانيين. وقد وصف بيرون بلاطه البسيط في قصيدته «تشيلد هارولد» (بالإنكليزية: Childe Harold's Pilgrimage).